# Источник питания
Исто́чник пита́ния — электрическое оборудование, предназначенное для производства, аккумулирования электрической энергии или изменения её характеристик.
В электроэнергетике:
- первичные цепи;
- вторичные цепи.

Электронное оборудование:
- К первичным относят преобразователи различных видов энергии в электрическую, примером могут служить генераторы, аккумуляторы (преобразующий химическую энергию в электрическую)[2] и пр.;
- вторичные источники сами не генерируют электроэнергию, а служат лишь для её преобразования для получения требуемых параметров (напряжения, тока, пульсаций напряжения и т. п.);
- третичный источник питания (tertiary supply) — источник электропитания оборудования, подключаемый ко вторичному источнику электропитания[3].

## Первичные источники питания

### Химические источники тока
- Гальванические элементы.
- Аккумуляторы.
- Топливные элементы.

### Прочие первичные источники тока
- Фотоэлектрические преобразователи (солнечная батарея).
- Термоэлектрические преобразователи.
- Электромеханические источники тока.
- МГД-генератор.
- Радиоизотопные источники энергии.

## Вторичные источники питания
- Трансформаторы и автотрансформаторы переменного напряжения и тока.
- Вибропреобразователи.
- Импульсные преобразователи.
- Стабилизаторы напряжения и тока.
- Инверторы.
- Умформеры (электромашинный преобразователь).